# Sevier County (Arkansas)
Das Sevier County ist ein County im US-Bundesstaat Arkansas. Der Verwaltungssitz (County Seat) ist De Queen. Das County gehört zu den Dry Countys, was bedeutet, dass der Verkauf von Alkohol eingeschränkt oder verboten ist.

## Geographie
Das County liegt im Südwesten von Arkansas, grenzt im Westen an Oklahoma, ist im Süden etwa 30 km von Texas entfernt und hat eine Fläche von 1506 Quadratkilometern, wovon 45 Quadratkilometer Wasserfläche sind. Es grenzt an folgende Countys:
|                             | Polk County         |                  |
| McCurtain County (Oklahoma) |                     | Howard County    |
|                             | Little River County | Hempstead County |

## Geschichte

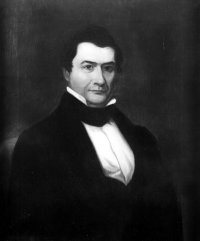
Sevier

Das Sevier County wurde am 17. Oktober 1828 aus Teilen des Hempstead County und des Miller County gebildet. Benannt wurde es nach Ambrose Hundley Sevier (1801–1848), einem Mitglied des territorialen Kongresses und später einer der beiden ersten US - Senatoren von Arkansas.
Im Sevier County befindet sich das Pond Creek National Wildlife Refuge.

## Demografische Daten
Der Volkszählung im Jahr 2000 nach lebten im Sevier County 15.757 Menschen; es wurden 5708 Haushalte und 4223 Familien gezählt. Die Bevölkerungsdichte betrug 11 Einwohner pro Quadratkilometer. Ethnisch betrachtet setzte sich die Bevölkerung zusammen aus 79,61 Prozent Weißen, 4,94 Prozent Afroamerikanern, 1,82 Prozent amerikanischen Ureinwohnern, 0,13 Prozent Asiaten, 0,06 Prozent Bewohnern aus dem pazifischen Inselraum und 11,84 Prozent aus anderen ethnischen Gruppen; 1,61 Prozent stammen von zwei oder mehr Ethnien ab. Unabhängig von der ethnischen Zugehörigkeit waren 19,72 Prozent der Bevölkerung spanischer oder lateinamerikanischer Abstammung.
Von den 5708 Haushalten hatten 36,4 Prozent Kinder oder Jugendliche im Alter unter 18 Jahre, die mit ihnen zusammen lebten. 59,3 Prozent waren verheiratete, zusammenlebende Paare, 10,0 Prozent waren allein erziehende Mütter, 26,0 Prozent waren keine Familien. 22,8 Prozent aller Haushalte waren Singlehaushalte und in 11,0 Prozent lebten Menschen im Alter von 65 Jahren oder darüber. Die Durchschnittshaushaltsgröße lag bei 2,73 und die durchschnittliche Familiengröße bei 3,19 Personen.
28,2 Prozent der Bevölkerung waren unter 18 Jahre alt, 9,5 Prozent zwischen 18 und 24, 27,7 Prozent zwischen 25 und 44, 21,3 Prozent zwischen 45 und 64 und 13,2 Prozent waren 65 Jahre oder älter. Das Durchschnittsalter betrug 34 Jahre. Auf 100 weibliche kamen statistisch 99,1 männliche Personen und auf 100 Frauen im Alter von 18 Jahren und darüber kamen durchschnittlich 97,0 Männer.
Das jährliche Durchschnittseinkommen eines Haushalts betrug 30.144 USD, das Durchschnittseinkommen der Familien 34.560 USD. Männer hatten ein Durchschnittseinkommen von 25.709 USD, Frauen 17.666 USD. Das Prokopfeinkommen betrug 14.122 USD. 14,4 Prozent der Familien und 19,2 Prozent der Einwohner lebten unterhalb der Armutsgrenze.

## Kultur und Sehenswürdigkeiten

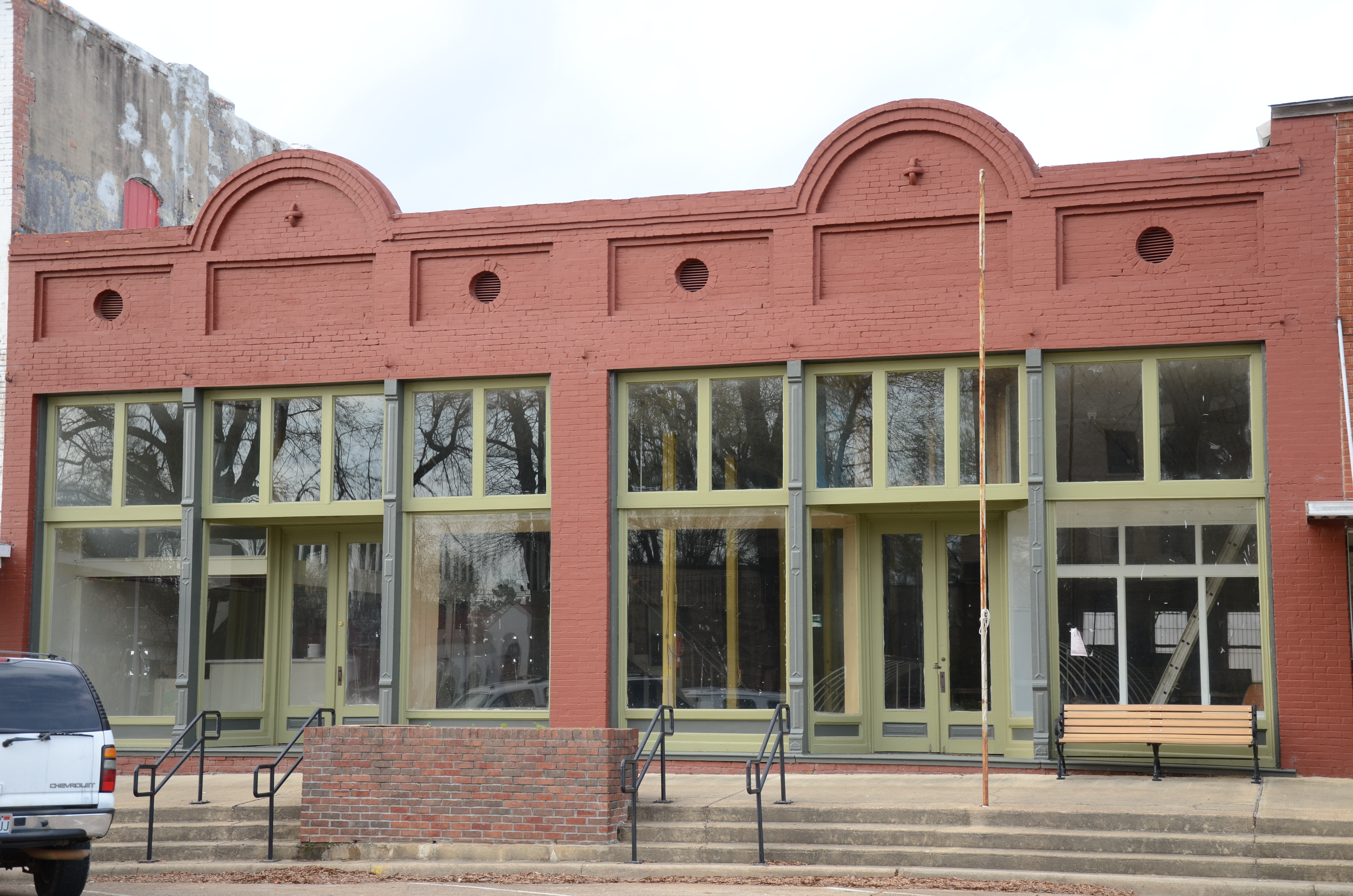
Hayes Hardware Store (2016). Dieses um 1900 errichtete Geschäftsgebäude wurde als erstes Objekt des County im Dezember 1980 im NRHP eingetragen.

16 Bauwerke und historische Bezirke (Historic Districts) des Countys sind im National Register of Historic Places („Nationales Verzeichnis historischer Orte“; NRHP) eingetragen (Stand 18. Juli 2022), darunter mehrere Kirchen, Schulen und Brücken.

## Orte im Sevier County
- Avon
- Bellville
- Ben Lomond
- Brownstown
- Chapel Hill
- Cheatham
- Cowlingsville
- De Queen
- Dilworth
- Fairview
- Geneva
- Gillham
- Horatio
- Kellum
- Lebanon
- Lockesburg
- Milford
- Milrose
- Mineral
- Neal Springs
- Oak Grove
- Paraloma
- Pennys
- Process City
- Provo
- Pullman
- Red Wing
- Stringtown
- Union
- Wade
- Walnut Springs
- West Otis
- White Cliffs
- Williamson

Townships
- Bear Creek Township
- Ben Lomond Township
- Buckhorn Township
- Clear Creek Township
- Jefferson Township
- Mill Creek Township
- Mineral Township
- Monroe Township
- Paraclifta Township
- Red Colony Township
- Saline Township
- Washington Township